# Poecilopharis emilia
Poecilopharis emilia är en skalbaggsart som beskrevs av White 1856. Poecilopharis emilia ingår i släktet Poecilopharis och familjen Cetoniidae. Inga underarter finns listade i Catalogue of Life.